# Arc-sous-Cicon
 Arc-sous-Cicon  es una comuna y población de Francia, en la región de Franco Condado, departamento de Doubs, en el distrito de Pontarlier, en el  cantón de Montbenoît. Está integrada en la Communauté de communes du Canton de Montbenoît .

## Demografía
| 684 | 648 | 598 | 604 | 507 | 531 | 603 |
| Para los censos de 1962 a 1999 la población legal corresponde a la población sin duplicidades (Fuente: INSEE [Consultar]) |     |     |     |     |     |     |